# Padeș
Padeş é uma comuna romena localizada no distrito de Gorj, na região de Oltênia. A comuna possui uma área de 389.81 km² e sua população era de 5147 habitantes segundo o censo de 2007.